# Atria (estrella)

Mapa de constelaciones de la Unión Internacional Astronómica donde se puede observer el «Trianguli Australis».

Atria (Alfa Trianguli Australis / α TrA / HD 150798) es la estrella más brillante de la constelación  Triangulum Australe («El Triángulo Austral»), con una magnitud aparente de +1.91. Su nombre es una contracción de su denominación de Bayer «Alpha Trianguli Australis».
Atria es una gigante naranja de tipo espectral K2II-III con una incierta temperatura superficial de entre 3970 y 4400 K. A una distancia de 415 años luz del sistema solar, tiene un radio aproximadamente 130 veces más grande que el radio solar.  Si estuviera en el lugar del Sol su superficie quedaría cerca de la órbita de Venus. Con relación a su estado evolutivo, Atria ya ha agotado el hidrógeno en su núcleo y está transformando el helio en carbono y oxígeno. Con una masa de unas 7 masas solares, tiene una edad estimada de 45 millones de años.
Aunque parece ser una estrella solitaria, existen varios indicios que apuntan hacia una posible compañera estelar. En primer lugar, Atria está clasificada como una estrella de bario. Se piensa que estas estrellas han sido contaminadas con elementos pesados provenientes de una compañera cercana, inicialmente más masiva —y que, por lo tanto, evolucionó antes— y que ahora es una enana blanca; esta compañera habría transferido parte de su materia a la componente que hoy vemos. En segundo lugar, emite una cantidad importante de rayos X, cuyo origen puede estar en una compañera joven de tipo solar. Aunque durante mucho tiempo no hubo evidencia observacional de dicha compañera estelar, en 2007 el telescopio espacial Hubble encontró un objeto tenue a una separación de 0.4 segundos de arco de la brillante gigante. Se piensa que puede ser una enana amarilla de tipo G0 semejante al Sol.
atria próxima star